# Kozarska Dubica
Kozarska Dubica (dříve Bosanska Dubica) je město v regionu Banja Luka v Bosně a Hercegovině. Žije zde 13 680 obyvatel.

## Poloha
Opština Kozarska Dubica se nachází v severozápadním cípu země na hranici s Chorvatskem, 26 km od dálnice A3. Kozarska Dubica je administrativní, politické a kulturní centrum dubického regionu, dynamicky rostoucí (hlavně v posledních letech, a to díky nové průmyslové zóně). Opština má rozlohu 499 km², 31 tisíc obyvatel, které tvoří hlavně Srbové (68 %) a Bosňáci (20 %), zbytek pak představují příslušníci dalších národností.

## Dějiny
Dnešní sídlo vzniklo nejspíše okolo roku 930. První doložená zmínka pochází z roku 1197, kdy byla Dubica součástí středověké Bosny. Město se dostalo pod osmanskou nadvládu po tureckém postupu Balkánem v roce 1538. Kvůli své hraniční poloze mezi Osmanskou říší a habsburskou monarchií bylo dějištěm mnoha ozbrojených konfliktů. Zejména během rakousko-turecké války v letech 1787–1791 se v oblasti Dubice odehrály některé rozhodující bitvy. Dne 9. srpna 1788 byl například císařskými vojsky dobyt tábor turecké armády a následně 26. srpna 1788 byla dobyta pevnost v dnešní Dubici.
O oblast Dubice se vedly urputné boje i během druhé světové války. V létě 1942 se zde uskutečnila rozhodující bitva mezi fašistickými německými a chorvatskými jednotkami na straně jedné a partyzány na druhé straně.
Během bosenské války v letech 1992 až 1995 byli bosňáčtí a chorvatští obyvatelé nejprve z města vyhnáni a jejich svatostánky zničeny. Do mnoha opuštěných domů se nastěhovali Srbové vyhnaní z Chorvatska při operaci Bouře. Ve dnech 18. a 19. září 1995 byla Dubica napadena chorvatskou armádou během operace Una. Část armády se přitom údajně dopustila válečných zločinů. Zároveň došlo k vysokým ztrátám na chorvatské straně.

## Kultura a pamětihodnosti
Mezi místní pamětihodnosti patří např. městská mešita, kostel sv. Apoštolů Petra a Pavla. 
Ve městě působí knihovna a také dům kultury.

## Doprava
Město nemá železniční spojení se zbytkem Bosny a Hercegoviny. Na druhé straně řeky, kde se nachází Hrvatska Dubica nicméně leží železniční stanice na trati Záhřeb – Sisak – Novska. Obě města jsou spojena mostem, kde existuje hraniční přechod (od roku 2022 i vnější hranice Schengenského prostoru. Hlavní silniční tahy z K. Dubici směřují do měst Prijedor, Kostajnica a Gradiška.

## Sport
V K. Dubici stojí krytá hala, která slouží pro různé sporty.